# 高瀬舟羊羹
高瀬舟羊羹（たかせぶねようかん）は、岡山県真庭市（旧落合町）の銘菓・土産菓子である落合羊羹の一種である。同市内の株式会社古見屋羊羹が製造・販売している。

## 概要

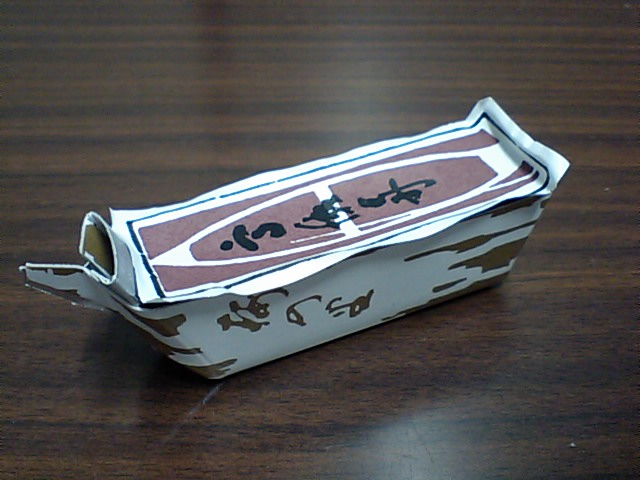
高瀬舟羊羹

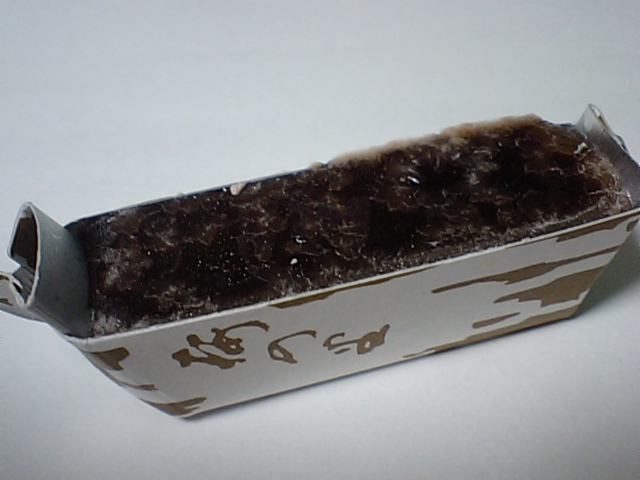
糖分の膜が出ると食べごろになる

真庭市落合地区の伝統菓子である「落合羊羹」の一種である。
文字通り、高瀬舟（水深の浅い河川を航行するために、吃水が浅く作られた小舟）を模した細長い紙製の容器に、一口大の羊羹が入っている。しばらく置くと上部に糖分が固まった薄い膜が張り、それが味のアクセントになる。
製造・販売元の屋号は「古見屋」だが、これは創業者が旧古見村（古見駅周辺）から移り住んできたことに由来し、会社ならびに店舗は旧落合町（美作落合駅周辺）にある。
また、古見屋羊羹は落合羊羹の発祥としても知られ、明和元年の創業から現在まで高瀬舟羊羹をはじめとする落合羊羹を製造している。
昭和40年代前半、地元ローカル局（山陽放送）で『高瀬舟』のTVCMに、当時吉本新喜劇の岡八朗（当時、八郎）が出演していた。「古見屋の羊羹、高瀬舟! 好っきゃわ、うちら」が決まり文句であった。